# (9619) Terrygilliam
(9619) Terrygilliam es un asteroide perteneciente al cinturón de asteroides descubierto el 17 de marzo de 1993 por el Uppsala-ESO Survey of Asteroids and Comets desde el Observatorio de La Silla.

## Designación y nombre
Designado provisionalmente como 1993 FS9. Fue nombrado por Terry Gilliam (nacido en 1940) quien fue el miembro estadounidense del Circo Volador de los Monty Python.

## Características orbitales
Terrygilliam está situado a una distancia media de 2,381 ua, pudiendo alejarse un máximo de 2,981 ua y acercarse un máximo de 1,781 ua. Tiene una excentricidad de 0,252 y la inclinación orbital 6,141 grados. Emplea 1341,85 días en completar una órbita alrededor del Sol.
Pertenece a la familia de asteroides de (5026) Martes.

## Características físicas
La magnitud absoluta de Terrygilliam es 14,96. Tiene un diámetro de 6,591 km y su albedo se estima en 0,062.